# Markéta z Anjou (1273–1299)
Markéta z Anjou (francouzsky Marguerite d'Anjou, 1273 – 31. prosince 1299) byla hraběnkou z Anjou a z Maine a první manželkou Karla z Valois, věčného uchazeče o evropské královské koruny.
Markéta byla dcerou neapolského krále Karla II. a Marie, dcery uherského krále Štěpána V. 16. srpna 1290 byla v Corbeil provdána za svého vrstevníka Karla z Valois, mladšího syna francouzského krále Filipa III. Do manželství přinesla věnem hrabství Maine a Anjou a během devítiletého manželství dala Karlovi šest dětí. Zemřela v zimě roku 1299 a byla pohřbena v Jakobínském klášteře v Paříži.